# Espace de configuration
En physique et plus particulièrement en mécanique classique et en mécanique statistique, l'espace de configuration d'un système physique est l'ensemble des positions possibles que ce système peut atteindre. Un espace de configuration a généralement une structure naturelle de variété et peut être étudié d'un point de vue géométrique ou topologique.

## Exemples
- L'exemple le plus simple est celui du système composé d'une unique particule se déplaçant dans un plan euclidien. Dans ce cas l'espace de configuration est simplement le plan lui-même, que l'on peut identifier à ℝ2 ou ℂ.
- Dans le cas de deux particules, l'espace de configuration est l'ensemble des couples de positions que peuvent prendre les particules, en tenant compte du fait que les deux particules ne peuvent pas se trouver au même endroit. On peut donc identifier cet espace à ℂ2 auquel on retire la diagonale, c'est-à-dire l'ensemble des couples de la forme {\displaystyle (z,z)}. Finalement, cet espace de configuration est égal à l'ensemble des couples de complexes distincts.
- Plus généralement, l'espace de configuration du système consistant en {\displaystyle n} particules se déplaçant dans un plan est l'ensemble des n-uplets de complexes deux à deux distincts. Le groupe fondamental de cet espace est le groupe {\displaystyle P_{n}} des tresses pures à {\displaystyle n} brins.

## Espaces des configurations en mathématiques
L'espace des configurations considéré en mathématiques est souvent un quotient {\displaystyle C_{n}X} de l'espace {\displaystyle F_{n}X} précédent : pour un espace topologique {\displaystyle X},
- le sous-espace {\displaystyle F_{n}X} de l'espace produit {\displaystyle X^{n}} constitué des n-uplets d'éléments distincts est appelé l'espace des configurations de n points (distincts) ordonnés de {\displaystyle X} ;
- le quotient de {\displaystyle F_{n}X} par l'action du groupe symétrique d'ordre n est appelé l'espace des configurations de n points (distincts) non ordonnés de {\displaystyle X}, et noté {\displaystyle C_{n}X}. C'est donc l'espace  des parties de {\displaystyle X} à {\displaystyle n} éléments.

Si {\displaystyle X} est une variété alors {\displaystyle C_{n}X} l'est aussi.
Le groupe fondamental de Cn(ℝ2) est le groupe de tresses {\displaystyle B_{n}}.
- (en) Cet article est partiellement ou en totalité issu de l’article de Wikipédia en anglais intitulé « Configuration space » (voir la liste des auteurs).